# Fumio Itō
Fumio Itō (Shinjitai: 伊藤 史朗 Fumio Itō?)  (Tokio, 10 de octubre de 1939 - Florida, 10 de marzo de 1991) fue un piloto de motociclismo japonés, que compitió en el Campeonato del Mundo de Motociclismo, desde 1960 hasta 1964.

## Biografía
En 1955, entra a formar parte de la escudería Yamaha como piloto de pruebas y en 1958 fue enviado por fabricante de motocicletas Japón si se encontraba en Estados Unidos de América durante el primer intento de dar a conocer su producción de motocicletas. A su vuelta a Japón, empezó a competir en los campeonatos naciones utilizando con una BMW, trasladándose a Europa en 1960 para competir en el Mundial. Su primera aparición fue un sexto lugar en el Gran Premio de Francia de 500cc.
Al final del mismo año, se unió a Yamaha nuevamente y se clasifica de manera continua en el ranking de 250cc en 1961. También compitió en clase 125 sin obtener resultados significativos. Después de que Yamaha no participara oficialmente en el campeonato en 1962. Pero, a su regreso en 1963 consiguió la victoria en el Gran Premio de Bélgica. Gracias también a este resultado, además de tres segundos lugares, terminó tercero en la clasificación del campeonato mundial, su mejor resultado en su carrera.
Su última temporada de carreras fue 1964, después de retirarse en la primera carrera del campeonato mundial por un grave accidente en Malasia y, a pesar de haberse recuperado lo suficientemente rápido, ya no participaría en otras carreras.

## Resultados en el Mundial de Velocidad
Sistema de puntuación desde 1950 hasta 1968:
| Posición | 1 | 2 | 3 | 4 | 5 | 6 |
| Puntos   | 8 | 6 | 4 | 3 | 2 | 1 |

Sistema de puntos desde 1969 a 1987:
| Posición | 1.º | 2.º | 3.º | 4.º | 5.º | 6.º | 7.º | 8.º | 9.º | 10.º |
| Puntos   | 15  | 12  | 10  | 8   | 6   | 5   | 4   | 3   | 2   | 1    |

| Año  | Cat.  | Equipo | 1     | 2     | 3       | 4      | 5     | 6     | 7     | 8     | 9     | 10    | 11    | Pts. | Pos. |
| ---- | ----- | ------ | ----- | ----- | ------- | ------ | ----- | ----- | ----- | ----- | ----- | ----- | ----- | ---- | ---- |
| 1960 | 500cc | BMW    | FRA 6 | IOM - | NED 10  | BEL 10 | GER - | ULS - | NAT - |       |       |       |       | 1    | 15.º |
| 1961 | 125cc | Yamaha | ESP - | GER - | FRA Ret | IOM 11 | NED - | BEL - | RDA - | ULS - | NAT - | SWE - | ARG - | 0    | -    |
| 1961 | 250cc | Yamaha | ESP - | GER - | FRA 8   | IOM 6  | NED 6 | BEL 5 | RDA - | ULS - | NAT - | SWE - | ARG 4 | 7    | 9.º  |
| 1963 | 250cc | Yamaha | ESP - | GER - |         | IOM 2  | NED 2 | BEL 1 | ULS - | RDA - | NAT - | ARG - | JAP 2 | 26   | 3.º  |